# 初音舞
初音舞 （日语：／ Hatsune Mai */?，發音：[hatsɯne mai]；1978年12月25日—），真名为板橋史子，绰号龙女士，是日本的麻将选手。她是第一位世界竞技麻将锦标赛冠军。

## 生平

### 出道
2002年，她参加了第一屆麻將聖女王杯（The 1st Mahjong San Queen Cup），并且她在最后赢得了冠军。
8月，她参加了于东京都千代田区神田举办的2002年世界麻将锦标赛女子选手日本国家队资格赛决赛（2002 World Mahjong Championship Women Players Japanese National Team Qualifying tournament）。但并未在大赛中获胜。

### 获得世界冠军
2002年10月23日，她参加了2002年在东京都举办的世界麻将锦标赛并以26分赢得总冠军。和她同分的约翰·奥康纳（John J. O'Connor）获得了第二名。初音舞能获得总冠军的原因是其总分数超过该名选手。
2005年6月25日，她参加了在荷兰奈梅亨举办的首届欧洲麻将公开赛。她最终获得第二名。
2005年12月31日，她参加了Mondo21发起的“麻将大逃杀2006”（Mahjong Battle Royal 2006），并加入到女子Mondo21（Women Mondo21）队中。最终获得冠军。

## 所获奖项
- 个人
  - Mondo21第一届麻将圣皇后杯锦标赛冠军
  - 2002年世界麻将锦标赛（英语：2002 World Championship in Mahjong）个人优胜者（2002年10月23日）
  - 2005年第一届欧洲麻将锦标赛（英语：Open European Mahjong Championship）个人第二名（2005年6月25日）
- 团队
  - 麻将大逃杀2006优胜者（2006年1月1日）